# Valy
Valy Hedjasi, född 29 maj 1986 i Mashhad, Iran, mer känd som Valy, är en persisk-afghansk popsångare baserad i Tyskland.